# 埃斯普罗吉
埃斯普罗吉（西班牙語：Ezprogui）是西班牙纳瓦拉的一个市镇。总面积47平方公里，总人口61人（2001年），人口密度1人/平方公里。